# Ruszkowo (Działdowo)
Ruszkowo (deutsch Rauschken) ist ein Dorf in der polnischen Woiwodschaft Ermland-Masuren. Es gehört zur Gmina Działdowo (Landgemeinde Soldau) im Powiat Działdowski (Kreis Soldau).

## Geographische Lage
Ruszkowo liegt im Südwesten der Woiwodschaft Ermland-Masuren, 33 Kilometer südöstlich der früheren Kreisstadt Osterode (Ostpreußen) (polnisch Ostróda) bzw. 16 Kilometer nordwestlich der heutigen Kreismetropole Działdowo (deutsch Soldau i. Ostpr.).

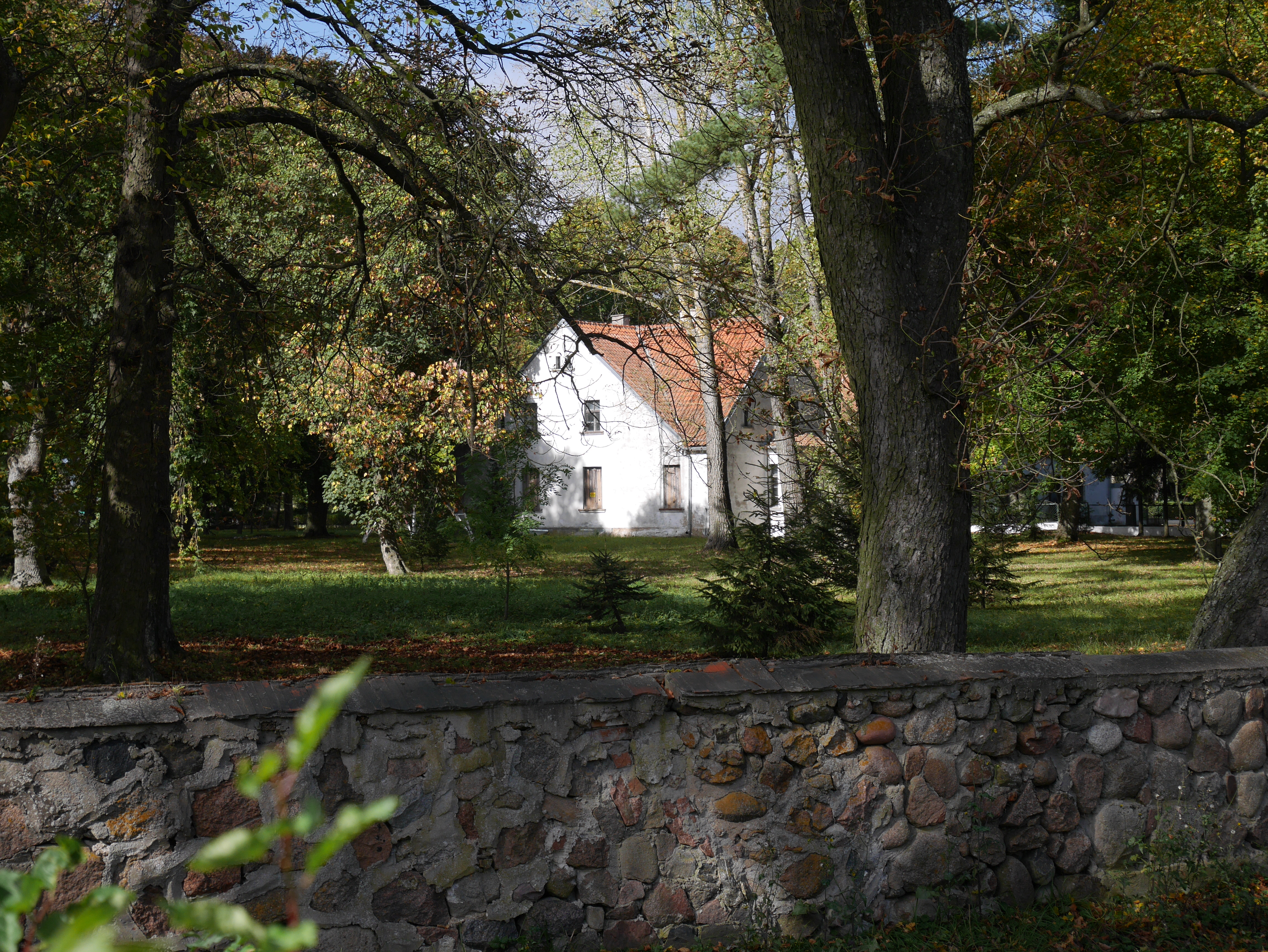
Das ehemalige Gutshaus Rauschken in Ruszkowo

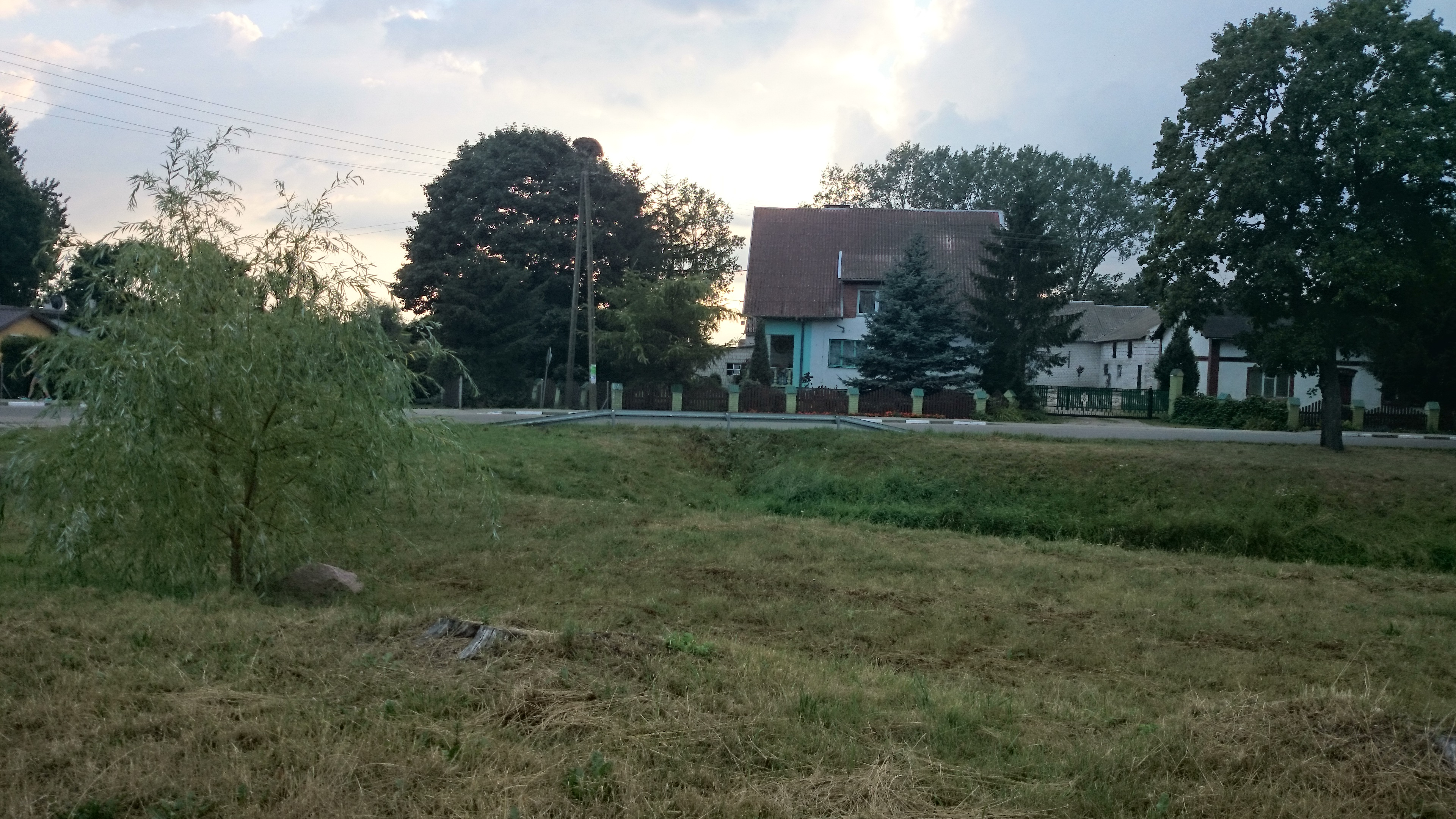
Dorfstraße (mit Storchennest) in Ruszkowo

## Geschichte

### Ortsgeschichte
Das Dorf und Gut Rauschken – vor 1547 Rausl genannt – wurden 1397 erstmals erwähnt. Am 7. Mai 1874 wurde Rauschken Amtsdorf und damit namensgebend für einen Amtsbezirk, der bis 1945 im Kreis Osterode in Ostpreußen, Regierungsbezirk Königsberg (ab 1905: Regierungsbezirk Allenstein), in der preußischen Provinz Ostpreußen bestand.
Im Jahre 1910 zählte Rauschken 564 Einwohner, von denen 363 zur Landgemeinde und dem Wohnplatz Wilhelmshof (polnisch Wilamowo, nicht mehr existent), und 201 zum Gutsbezirk gehörten. Am 30. September 1928 schlossen sich beide zur neuen Landgemeinde Rauschken zusammen. Die Einwohnerzahl stieg bis 1933 auf 662 und belief sich 1939 auf 664.
In Kriegsfolge kam Rauschken 1945 mit dem gesamten südlichen Ostpreußen zu Polen. Das Dorf erhielt die polnische Namensform „Ruszkowo“ und ist heute als Sitz eines Schulzenamts (polnisch Sołectwo) eine Ortschaft im Verbund der Gmina Działdowo (Landgemeinde Soldau) im Powiat Działdowski (Kreis Soldau), bis 1998 der Woiwodschaft Ciechanów, seither der Woiwodschaft Ermland-Masuren zugehörig. Im Jahre 2011 zählte Ruszkowo 720 Einwohner.

### Amtsbezirk Rauschken (1874–1945)
Zum Amtsbezirk Rauschken gehörten anfangs elf, zum Schluss noch sieben Kommunen.
| Deutscher Name               | Polnischer Name   | Anmerkungen                                           |
| ---------------------------- | ----------------- | ----------------------------------------------------- |
| Bergling, LG                 | Brzeźno Mazurskie |                                                       |
| Bergling, GB                 |                   | 1928 in die Landgemeinde Bergling eingegliedert       |
| Frödau                       | Sławkowo          |                                                       |
| Ganshorn (b. Gilgenburg), LG | Gąsiorowo         |                                                       |
| Ganshorn (b. Gilgenburg), GB |                   | 1928 in die Landgemeinde Ganshorn eingegliedert       |
| Groß Grieben, LG             | Grzybiny          |                                                       |
| Groß Grieben, GB             |                   | 1928 in die Landgemeinde (Groß) Grieben eingegliedert |
| Lindenau                     | Lipówka           |                                                       |
| Moschnitz                    | Mosznica          |                                                       |
| Rauschken, LG                | Ruszkowo          |                                                       |
| Rauschken, GB                |                   | 1928 in die Landgemeinde Rauschken eingegliedert      |

Am 1. Januar 1945 bildeten den Amtsbezirk Rauschken noch die Gemeinden: Bergling, Frödau, Ganshorn (b. Gilgenburg), Grieben, Lindenau, Moschnitz und Rauschken.

## Kirche

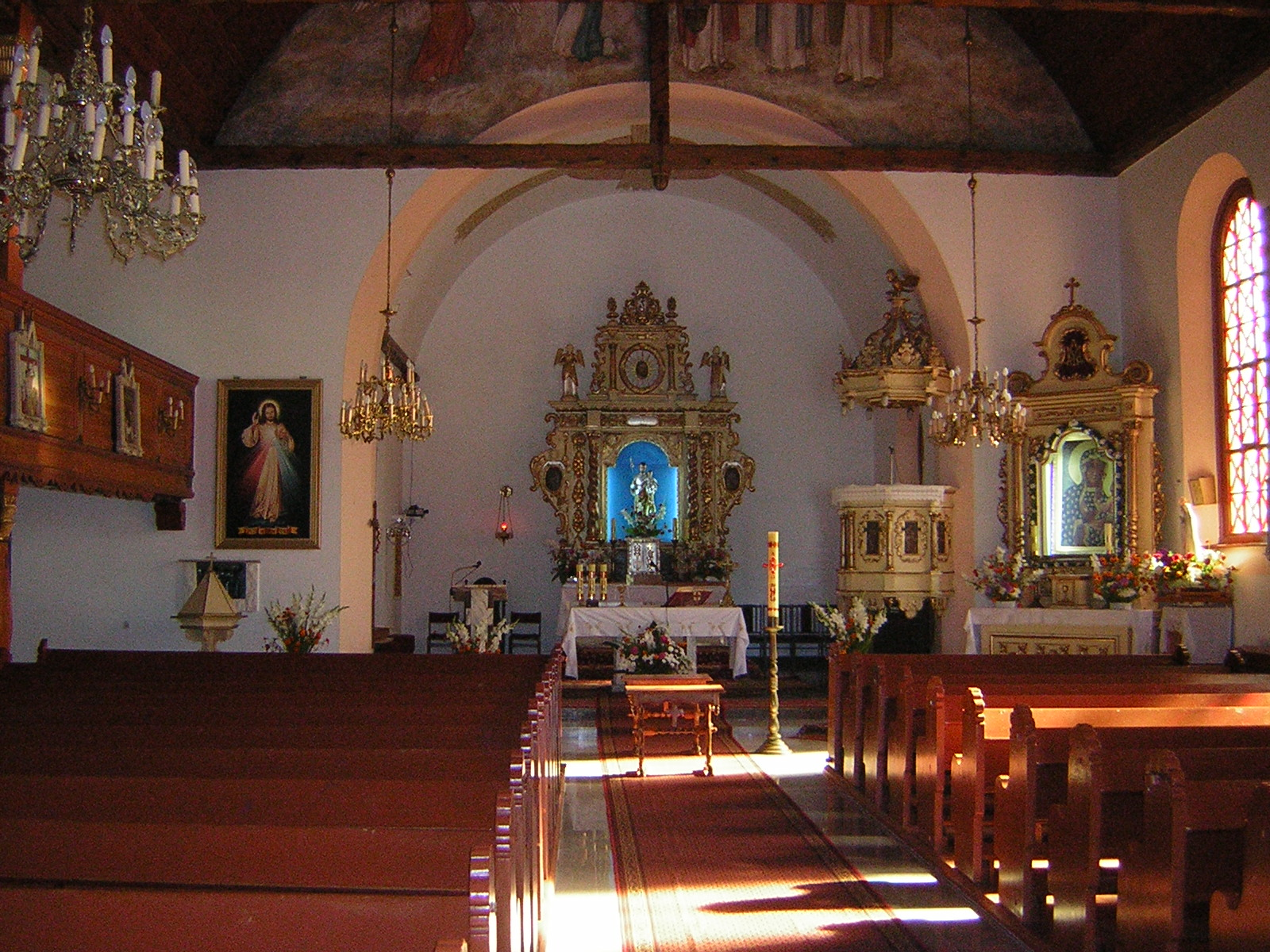
Innenansicht der Kirche in Ruszkowo

### Kirchengebäude
Das von 1910 bis 1913 anstelle einer mittelalterlichen Holzkirche errichtete massive Bauwerk wurde am 13. November 1913 eingeweiht. Der Turm steht seitlich anschließend und wurde von dem älteren Gebäude übernommen. Altar und Kanzel – um 1670 geschaffen – stammen ebenfalls von der alten Kirche.
Bis 1945 war die Kirche ein evangelisches Gotteshaus. Heute dient sie den römisch-katholischen Einwohnern als Pfarrkirche, die dem Hl. Josef gewidmet ist.

### Kirchengemeinde
Ruszkowo ist ein altes Kirchdorf. Bereits in vorreformatorischer Zeit bestand hier eine Kirche, die mit der Reformation die evangelische Konfession annahm.

#### Evangelisch
Bis Flucht und Vertreibung der einheimischen Bevölkerung nach Kriegsende der evangelischen Gemeinde ein Ende setzten, war sie mehr als 400 Jahre in Rauschken ansässig. Hier seit 1615 amtierende evangelische Geistliche sind namentlich bekannt. Rauschken war eine Patronatsgemeinde und dem Domänenfiskus in Rauschken und Frödau (polnisch Sławkowo) zugeordnet. Zuletzt gehörte das Kirchspiel Rauschken zur Superintendenturbezirk Hohenstein (polnisch Olsztynek) im Kirchenkreis Osterode (Ostróda) in der Kirchenprovinz Ostpreußen der Kirche der Altpreußischen Union. Heute hier lebende evangelische Einwohner gehören zur Pfarrei Działdowo (Soldau) mit der Filialkirche Lidzbark (Lautenburg) in der Diözese Masuren der Evangelisch-Augsburgischen Kirche in Polen.

#### Römisch-katholisch
Die römisch-katholischen Einwohner in Rauschken gehörten vor 1945 zur Pfarrgemeinde in Gilgenburg (polnisch Dąbrówno). Als nach dem Krieg zahlreiche Neubürger fast ausnahmslos römisch-katholischer Konfession nach Ruszkowo kamen, reklamierten sie die bisher evangelische Kirche für sich. Seit dem 1. März 1976 besteht hier eine Pfarrgemeinde, der die Filialgemeinden Grzybiny ((Groß) Grieben) und Gąsiorowo (Ganshorn b. Gilgenburg) zugeordnet sind. Die Pfarrei gehört zum Dekanat Grunwald (Grünfelde) im Erzbistum Ermland.

## Schule
Im Jahre 1886 gab es in Rauschken eine zweiklassige Schule, die 1914 dreiklassig und mit zwei, später drei Lehrern geführt wurde. 1928 erhielt sie ein neues Gebäude. Letzter deutscher Lehrer war Bruno Duscha.

## Verkehr
Ruszkowo liegt nur wenige Kilometer nördlich von Uzdowo (Usdau), wo sich die beiden Woiwodschaftsstraßen DW 538 und DW 542 begegnen. Von dort ist das Dorf über eine Nebenstraße schnell zu erreichen. Weitere Nebenstraßen verbinden Ruszkowo mit den umliegenden Nachbargemeinden. Eine Anbindung an den Bahnverkehr besteht nicht.

## Persönlichkeit
- Karl Springer (* 30. März 1895 in Rauschken), deutscher Bergmann, Gewerkschafter, Journalist und Widerstandskämpfer († 1936). In der Stadt Bochum wurde der „Springerplatz“ nach ihm benannt.